# راؤول كوستين
راؤول كوستين (بالرومانية: Raul Costin)‏ (29 يناير 1985 بمولدوفا نوا في رومانيا - ) هو لاعب كرة قدم روماني في مركز الوسط. لعب مع جامعة كلوج ورابيد بوخارست ونادي بوتوشاني ونادي فاسلوي وسیمرغ زاقاتالا ‏ وFC Progresul București ‏ ونادي ميوفيني ‏ وFC Sibiu ‏.

## وصلات خارجية
- راؤول كوستين على موقع قاعدة بيانات كرة القدم.إي يو (الإنجليزية)
- راؤول كوستين على موقع عالم كرة القدم.نت (الإنجليزية)